# Purpuricenus dalmatinus
Purpuricenus dalmatinus ist ein Käfer aus der Familie der Bockkäfer.  Die Gattung Purpuricenus ist in Europa mit zwölf Arten vertreten, die alle durch ihre Größe und ihre purpurrote Farbe mit schwarzen Flecken auffallen. In Mitteleuropa kommen nur die beiden Arten Kahler Purpurbock, (Purpuricenus kaehleri) und Purpuricenus budensis vor.

## Bemerkung zum Namen
Purpuricenus dalmatinus wurde 1843 von Sturm erstmals beschrieben. Sturm gibt als 'Vaterland' des Käfers Dalmatien an, was den Artnamen dalmatinus erklärt. Der Gattungsname Purpuricenus von lat. púrpura, Purpur nimmt auf die leuchtend rote Farbe des Käfers Bezug.
Wegen der großen Varianz der Art wurden verschiedene Formen beschrieben (nicocles, nigropunctatus, disjunctus, biinterrupta, apicalis, hirsutus).
Purpuricenus nicocles wurde 1871 von Schaufuß als neue Art beschrieben, aber gleichzeitig die Möglichkeit eingeräumt, dass es sich nur um eine Varietät von Purpuricenus dalmatinus handele. In der Folge wurde P. nicocles von verschiedenen Autoren als Variante oder Abart von P. dalmatinus eingestuft, von Sama jedoch wieder in den Rang einer eigenen Art erhoben. Auch die Variante nigropunctatus wird von Sama zu Purpuricenus nicocles gerechnet. Die übrigen erwähnten Beschreibungen beziehen sich alle auf Varianten, die heute als unter der Unterart liegend (infrasubspezifisch) eingestuft werden und nicht als Taxa anerkannt sind.

## Merkmale des Käfers
| |  |
| Abb. 1: Weibchen (links) und Männchen (rechts)                                                                                                 |  |
| |  |
| Abb. 2: Vorder- und Seitenansicht |  |
| |  |
| Abb. 3: Kopf, links getönt rot: 1. Fühlerglied; blau: Auge; grün: Sockel Fühlereinlenkung                                                      |  |
| Abb. 4: Männchen |  |
| |  |
| Abb. 5: Halsschild seitlich, rechts Basis Flügeldecke vordere Flecke durch samtartige Behaarung hintere Flecke durch Färbung des Chitinpanzers |  |

Der Käfer hat eine Länge von vierzehn bis zwanzig Millimetern, wobei er nicht ganz dreimal so lang wie breit ist.  Der Käfer ist schwarz, Halsschild und Flügeldecken sind purpurrot mit schwarzer Zeichnung. Der Käfer ist überall unauffällig schwarz behaart, die Behaarung variiert jedoch bezüglich Länge und Dichte, auf den Flügeldecken ist sie im Allgemeinen spärlicher.
Die Augen sind nierenförmig und umfassen die Fühlereinlenkung nach hinten (Abb. 3 links blau getönt). Sie sind nicht der Mandibelbasis genähert (Unterschied zur Gattung Anoplistes). Die elfgliedrigen Fühler sind beim Weibchen etwas kürzer als körperlang, beim Männchen sehr viel länger (Taxobild und Abb. 4). Bei ihm überragen die letzten drei bis vier Fühlerglieder das Körperende. Sie tragen ab dem vierten Glied auf der Unterseite eine seichte Rinne. Die letzten drei Fühlerglieder sind leicht abgeplattet. Der Sockel für die Fühlereinlenkung ist hochgezogen, nicht flach (Abb. 3 links grün getönt). Der Raum zwischen den Fühlereinlenkungen ist nicht eben, sondern rinnenartig eingesenkt und tief und unregelmäßig punktiert (Abb. 3).
Der Halsschild ist etwas schmäler als die Flügeldecken. Er ist seitlich etwa in der Mitte mit je einem annähernd waagrecht abstehenden Dorn ausgestattet. Der Halsschild trägt gewöhnlich fünf schwarze Flecke. Die beiden vorderen sind annähernd rund und liegen nebeneinander vor dem der Mitte. Hinter jedem runden Fleck liegt ein kleinerer länglicher. Die beiden Flecke laufen nach hinten schräg aufeinander zu und erreichen die Basis des Halsschilds und können dort auch zusammenlaufen. Zwischen diesen liegt vor dem Schildchen meist ein weiterer, sehr kleiner Fleck. Während die hinteren Flecke ebenso wie die Flecke der Flügeldecken durch die schwarze Färbung des Chitinpanzers bedingt sind, ist die schwarze Farbe der beiden rundlichen vorderen Flecke, anders als bei Purpuricens desfontainii,  durch eine samtartige dichte, feine, aufrechte Behaarung hervorgerufen (Abb. 5).
Das Schildchen ist dreieckig und schwarz.
Die Flügeldecken verlaufen annähernd parallel und enden gemeinsam stumpf abgerundet. Sie sind flach gewölbt und fein gerandet. Die Schultern sind abgerundet. Verglichen mit anderen Arten der  Gattung ist ein großer Teil der Flügeldecken schwarz. Das ganze vordere Drittel ist oberseits schwarz und nach hinten zackig begrenzt. Ein zweiter schwarzer Bereich liegt auf den hinteren zwei Dritteln der Flügeldecken. Er erreicht weder die Seiten noch den Hinterrand der Flügeldecken, steht aber meist durch eine schmale Verbindung an der Flügeldeckennaht mit dem vorderen schwarzen Bereich in Verbindung. Der hintere Bereich ist seitlich so eingeschnürt, dass sehr verschiedene Umrisse entstehen können (vgl. Abb. 1 und Abb. 4).

## Biologie
Die  Larven entwickeln sich in zwei bis drei Jahren in verschiedenen Arten von Eichen. Sie wurden auch in Obstbäumen gefunden. Sie bohren ihre Gänge in lebenden Stämmen und Ästen, selbst durch dünne Zweige. Die letzte Überwinterung erfolgt als geschlüpftes Insekt in der Puppenwiege. Die Käfer findet man von Mai bis Juli hauptsächlich an den Brutbäumen. Für Bulgarien werden Fundorte nur unter 400 m in warmen Eichenwäldern angegeben, aus der Türkei gibt es Funde aus über 1000 m Höhe.

## Verbreitung
Die Art ist auf der Balkanhalbinsel (Slowenien (nur alte Funde), Bosnien und Herzegowina, Bulgarien, Kroatien, Griechenland, Nordmazedonien) und im Nahen Osten (Israel, Jordanien, Libanon, Syrien,  Türkei) zu finden. Meldungen aus dem Irak und dem Iran sind unsicher, laut Sama handelt es sich dabei um die neue  Art Purpuricenus tommasoi, die dort Purpuricenus dalmatinus ersetzt.